# François d'Orbay (peintre)
Pour l’article homonyme, voir François d'Orbay.
François d'Orbay, peintre rarissime actif au milieu du XVIIIe siècle.
Dates de naissance et de mort inconnues.
Dans les collections publiques françaises on ne connaît qu'un tableau de lui conservé à Dôle, Musée des Beaux-Arts. Sans rapport apparent avec l'architecte François d'Orbay.

## Œuvres
- Berlin, Kunstbibliothek, dessin exposé à Brême 200 Französische Meister-Zeichnungen 1530 - 1830 aus der Kunstbibliothek Berlin,  du 25 février au 1er avril 1973.
- Dôle, musée des Beaux-Arts, Le Roi boit, huile sur toile, 72,3 par 90,3 cm, signé et daté en bas à gauche "D'Orbay 1749", don Viton, entré au musée avant 1869, exposition : "la fête" au Musée de Dole/Musée national des Arts et Traditions Populaires : "le temps de Noël et des crèches" du 21 octobre 1986 au 16 février 1987, Bibliographie : Catherine Scheck, catalogue du Musée des beaux-arts de Dôle "XVIIe et XVIIIe siècles, peintures françaises", pages.93, 94, n°50, reproduit.

Voir image en couleurs sur le site Joconde, faire la recherche avec le patronyme Dorbay.
- Collection particulière, un tableau signé vendu, jadis par la galerie Marcus, Paris.
- Deux tableaux signés et datés 1732 passés en vente à Doullens chez Maître Denis Herbette, fin novembre début décembre 2006 :Le Marchand de gravures et  Le Départ aviné de l'auberge.
- Une Noce de village, non signée, mais typique, est conservée dans une collection particulière, huile sur toile, ovale, 72,5 par 59 cm.
- Une Partie de cartes et Les Jeux, paire de toiles, 47 par 67, signées et datées en bas à gauche D'Orbay, 173?, vente publique, Auxerre, 7 juin 2009, n° 283 de la liste de cette vente non cataloguée.